# Martin Breunig
Martin Phong Ni Watt Breunig (Leverkusen, 18 de febrero de 1992) es un baloncestista alemán que pertenece a la plantilla del Mitteldeutscher BC de la Basketball Bundesliga. Con 2,03 metros de estatura, juega en la posición de ala-pívot.

## Trayectoria deportiva

### Universidad
Después de dos temporadas en los Huskies de la Universidad de Washington en las que aenas contó para su entrenador, pidió ser transferido a los Grizzlies de la Universidad de Montana, donde tras el año de parón que impone la NCAA, jugó dos temporadas más, en las que promedió 17,8 puntos, 8,2 rebotes, 1,7 asistencias y 1,0 tapones por partido, siendo elegido debutante del año de la Big Sky Conference en 2016 e incluido en el mejor quinteto de la conferencia ese año y al siguiente.

### Profesional
Tras no ser elegido en el Draft de la NBA de 2016, firmó en junio su primer contrato profesional con el MHP Riesen Ludwigsburg, comprometiéndose por dos temporadas. Pero únicamente disputó una de las dos, con pocos minutos de juego, promediando 2,2 puntos y 1,9 rebotes por partido.
En mayo de 2017 se comprometió por dos temporadas con el Telekom Bonn, también de la Bundesliga. Tras evolucionar en sus dos primeras campañas, fue en la temporada 2019-20 cuando se hizo con el puesto de titular en el equipo, promediando 12,4 puntos y 5,0 rebotes por encuentro.
El 5 de septiembre de 2022 fichó por el Mitteldeutscher BC de la Basketball Bundesliga.